# Automeris crassus
Automeris crassus é uma espécie de mariposa do gênero Automeris, da família Saturniidae.